# Hüttenbims
Hüttenbims (auch Thermosit oder Hochofenschaumschlacke genannt) ist geschäumte Hochofenschlacke, die an natürlichen Bimsstein erinnert. Hüttenbims entsteht durch Aufschäumen der Hochofenschlacken-Schmelze mit Wasser. Das leichte, porige Material wird als Zuschlagsstoff für die Herstellung von Leichtbeton verwendet. Als Füllstoff oder Schüttung kann es auch in der Wärmedämmung eingesetzt werden. Auch Hüttenschwemmsteine werden aus Hüttenbims hergestellt.
Hüttenbims wurde zuerst in einem Stahlwerk in Oberscheld produziert, wo sich die Hochofenschlacke nicht zu festen, massiven Schlackesteinen abkühlen ließ. Ab 1911 wurden dort Hochofenschwemmsteine in einer eigenen Fabrik produziert. Später wurden zahlreiche verschiedene Herstellungsverfahren entwickelt, die in Stahlwerken in Mitteleuropa eingesetzt wurden.

## Thermosit
Thermosit war ein Handelsname von Hüttenbims, der oft in Korngrößen von 2–5 mm verwendet wurde. Die Zusammensetzung des Materials variierte. Aufgrund geringer Dichte von ca. 300–400 kg/m³ und Wärmeleitfähigkeit von etwa 0,16–0,21 W/(K·m) wurde es zur Herstellung von Leichtbeton-Formteilen verwendet. Die geringe Druckfestigkeit machte eine Verwendung als Zuschlagstoff im Ortbeton schwierig.
Deckenelemente mit Thermosit wurden vor dem Zweiten Weltkrieg beispielsweise für Dächer von Industriebauten genutzt.
Thermosit lässt sich mit Glasschaumschotter vergleichen, welcher chemisch inert ist und über bessere Wärmedämmeigenschaften verfügt. Da er zudem mechanisch robuster ist, kann er als Zuschlag im Ortbeton verwendet werden.